# Titularbistum Arethusa
Arethusa ist ein Titularbistum der römisch-katholischen Kirche.
Der Bischofssitz des ehemaligen Bistums befand sich in Arethusa in Syrien und gehörte der Kirchenprovinz Apamea an. Für die Jahre 325–680 existiert eine Bischofsliste.
Der Heilige und Märtyrer Markus von Arethusa (~300 †362) war Bischof in Arethusa.
| Titularbischöfe von Arethusa |                                 |                                                                                         |                    |                    |
| Nr.                          | Name                            | Amt                                                                                     | von                | bis                |
| 1                            | François Gaspard de Grammont    | Weihbischof in Besançon (Frankreich)                                                    | 1. August 1707     | 17. November 1727  |
| 2                            | Johann Wilhelm von Twickel      | Weihbischof in Hildesheim Apostolischer Vikar von Ober- und Niedersachsen (Deutschland) | 27. Juni 1735      | 10. September 1757 |
| 3                            | Johann Anton von Wolframsdorf   | Weihbischof in Regensburg (Deutschland)                                                 | 3. März 1760       | 15. September 1766 |
| 4                            | Konstanty Sosnowski OSPPE       | Weihbischof in Inflanty (Livland) (Polen-Litauen)                                       | 16. Februar 1767   |                    |
| 5                            | Agostino Olivieri Sch.P.        |                                                                                         | 3. August 1807     | 10. Mai 1834       |
| 6                            | Johann Anton Friedrich Baudri   | Weihbischof in Köln (Deutschland)                                                       | 28. September 1849 | 29. Juni 1893      |
| 7                            | Antonio José Gomes Cardoso      | Prälat von Mazambico (Mosambik)                                                         | 17. Dezember 1900  | 21. Juni 1901      |
| 8                            | Sigismund Felix von Ow-Felldorf | Weihbischof in Regensburg (Deutschland)                                                 | 11. Januar 1902    | 6. Dezember 1906   |
| 9                            | Ulpiano Maria Perez y Quinones  |                                                                                         | 11. Januar 1907    | 8. Mai 1907        |
| 10                           | Carlo Falcini                   |                                                                                         | 24. Juni 1907      | 30. August 1907    |
| 11                           | Benedetto Spila OFM             | emeritierter Bischof von Alatri (Italien)                                               | 29. April 1909     | 25. September 1928 |
| 12                           | Feliciano Rocha Pizarro         | Weihbischof in Toledo (Spanien)                                                         | 9. November 1928   | 28. Januar 1935    |
| 13                           | Heinrich Wienken                | Koadjutorbischof von Meißen (Deutschland)                                               | 22. Februar 1937   | 9. März 1951       |
| 14                           | Buenaventura Jáuregui Prieto    | Weihbischof in Medellín (Kolumbien)                                                     | 5. Dezember 1951   | 8. Dezember 1957   |
| 15                           | Emilio Tagle Covarrubias        | Weihbischof in Santiago de Chile                                                        | 10. Januar 1958    | 12. März 1959      |
| 16                           | Charles-Marie-Jacques Guilhem   | Koadjutorbischof von Laval (Frankreich)                                                 | 8. April 1959      | 28. Februar 1962   |